# Félfém (spintronika)
A spintronikában félfémnek nevezzük az olyan anyagokat, melyek az egyik spinirányú elektronokra nézve vezető, a másik spinirányra nézve azonban szigetelő jellegűek. A spintronikai félfémek mind ferro- vagy ferrimágnesesek, de a viszony fordítva nem igaz, sok ferromágneses anyag nem félfémes. Az ismert spintronikai félfémek jellemzően oxidok, szulfidok, vagy Heusler-ötvözetek.
A félfémek állapotsűrűsége a két spinirányra különböző, a spinfüggő viselkedést pedig az jelzi, hogy az egyik spinirányra vonatkozó sávszerkezetben a Fermi-szint tiltott sávban van, míg a másik spinirányra vonatkozó sávdiagramban ez egy részben betöltött sáv belsejében található. Az előbbi eset szigetelő, vagy félvezető jellegű, míg az utóbbi eset vezető jelleget ad az anyagnak az adott spinirányú elektronokra nézve. Vezető jellege a kisebbségi és a többségi spincsatornának is lehet.
Félfémek például a króm(IV)-oxid, a magnetit, a lantán-stroncium-magnetit (LSMO), illetve a króm-arzenid. Alkalmazási területük a spintronika, belőlük spinfüggő viselkedésű eszközök készíthetők.

## Fordítás
Ez a szócikk részben vagy egészben  a   Half-metal című angol Wikipédia-szócikk ezen változatának fordításán alapul.  Az eredeti cikk szerkesztőit annak laptörténete sorolja fel. Ez a jelzés csupán a megfogalmazás eredetét és a szerzői jogokat jelzi, nem szolgál a cikkben szereplő információk forrásmegjelöléseként.